# AmaZulu FC
Az AmaZulu FC egy dél-afrikai labdarúgóklub, melynek székhelye Durbanban található. A klubot 1932-ben alapították.
Hazai mérkőzéseit a Princess Magogo Stadionban játssza. A stadion 12 000 fő befogadására alkalmas. A klub hivatalos színei: zöld-fehér.

## Ismert játékosok
- Neil Tovey
- Themba Mnguni
- John Moshoeu
- Jerry Sikhosana
- George Kumantarákisz